# Easy Rider (zespół muzyczny)
Easy Rider – polski zespół blues-rockowy założony w kwietniu 1980 roku we Wrocławiu.

## Charakterystyka
Pierwszy skład zespołu stanowili:
- Andrzej Wodziński (gitara, śpiew)
- Piotr Lewowicki (gitara)
- Krzysztof Gądnicki (gitara basowa)
- Jarosław Wodziński (perkusja)

Pierwsze występy to m.in. udział zespołu w I Ogólnopolskim Przeglądzie Muzyki Młodej Generacji w Jarocinie i występy po wrocławskich klubach.
W październiku tego samego roku do zespołu dołączył skrzypek Cezary Czternastek, a w grudniu Easy Rider wystąpił w imprezie Nowy Rock 1981.
Już w 1981 roku zespół stał się objawieniem pierwszego festiwalu Rawa Blues. Na krótko do zespołu dołączył nowy basista Zdzisław Noworol, który wystąpił w Jarocinie w 1981 roku. Na jarocińskim festiwalu grupa dostała możliwość wystąpienia w koncercie Muzyka Młodej Generacji podczas Pop Session '81 w Sopocie. W roku 1981 nastąpiły przetasowania w zespole, zamiast Lewowickiego do zespołu dołączył Edmund Stasiak znany z późniejszych występów z Lady Pank, a na miejsce basisty wszedł Marek Błaszczyk. W takim składzie zespół zagrał w Białymstoku na Jesieni z Bluesem '81 i wziął udział w filmie Koncert w reżyserii Michała Tarkowskiego.
W roku 1982 grupa podróżowała z zespołem Cross, którego liderem był Krzysztof Cugowski, z zespołem Tadeusza Nalepy oraz z walijską grupą Budgie.
W roku 1983 nastąpiła kolejna zmiana na miejscu basisty, którym został Gustaw Szepke. W tym czasie odszedł od zespołu Cezary Czternastek.
W kwietniu 1984 do zespołu dołączył Jacek Gazda, który osiadł w zespole na stałe.
W roku 1988 Easy Rider nagrał swoją debiutancką płytę pt. Ridin' Easy.
Drugi krążek, zatytułowany Travellin' Band został nagrany w marcu 1992.
W 2006 roku firma Muzant wydała reedycję pierwszego albumu wzbogaconą materiałem z koncertu w Teatrze STU. Płyta została wydana w niskim nakładzie (1.000 egz.), ale z odświeżonym dźwiękiem (przez studio Polskich Nagrań) i bogatą książeczką. Dostępna jest głównie na aukcjach internetowych. W 2008 roku miała swoją premierę płyta koncertowa "Live in Myszków". Krążek zawiera standardy muzyki bluesowej w wykonaniu tego legendarnego tria (nakład 500 egz). Zespół ponadto wiele koncertuje, nie tylko w Polsce, ale i w Niemczech, Irlandii, Litwie.